# Дірк Ріхтер
Дірк Ріхтер (нім. Dirk Richter, 12 вересня 1964) — німецький плавець.
Призер Олімпійських Ігор 1988 року, учасник 1992 року.
Чемпіон світу з водних видів спорту 1982, 1986 років, призер 1991 року.
Чемпіон Європи з водних видів спорту 1983, 1987 років, призер 1981, 1985, 1989, 1991 років.